# Garabekewül
Garabekewül – miasto we wschodnim Turkmenistanie, w wilajecie lebapskim, w etrapie Saýat. W 2022 roku liczyło ok. 15,1 tys. mieszkańców.
Miejscowość otrzymała status miasta w 2016 roku.